# Daniel Jeanmonod
Daniel Jeanmonod (22 de octubre de 1953) es un botánico, curador, y profesor suizo, que desarrolla su actividad académica como Jefe de Sistemática Vegetal y del Laboratorio de Biodiversidad, y curador principal, Universidad de Ginebra.

## Algunas publicaciones
- Jeanmonod, D. 2008. Cucurbitaceae in Compléments au Prodrome de la Flore Corse. Ed. Conservatoire et Jardin Botaniques, Genève. 36 pp.
- Habashi, C.; D. Jeanmonod. 2008. Orobanchaceae in Compléments au Prodrome de la Flore Corse. Ed. Conservatoire et Jardin Botaniques, Genève. 126 pp.
- ------------, A. Schlüssel (ed.) 2008. Notes et contributions à la flore de Corse, XXII. Candollea 63: 131-151
- ------------, J. Gamisans. 2007. Flora Corsica. Edisud, Aix-en Provence, 1-922 + I-CXXXIV
- ------------. 2007. Typification de quelques taxons d'orobanches (Orobanchaceae). Candollea 62: 193-204
- ------------, A. Schlüssel (ed.) 2006. Notes et contributions à la flore de Corse, XXI. Candollea 61: 93-134
- Baltisberger, M., D. Aeschimann, A. Charpin & D. Jeanmonod. 2006. Chromosome number counted by the late Gilbert Bocquet. Candollea 61: 61-70
- Jeanmonod, D., Habashi, C. & Manen, J.-F. 2005. Orobanche cyrnaea Jeanm., Habashi & Manen, une nouvelle espèce endémique de Corse. Candollea 60 : 255-270
- ------------, A. Schlüssel (ed.) 2004. Notes et contributions à la flore de Corse, XX. Candollea 59: 65-94
- ------------, A. Schlüssel, J. Gamisans. 2004. Asteraceae -II. in Compléments au Prodrome de la Flore Corse. Ed. Conservatoire et Jardin Botaniques, Genève. 256 pp.
- Spichiger, R., V. Savolainen, M. Figeat & D. Jeanmonod. 2004. Systematic Botany of Flowering Plants. Science Publishers, Inc. 400 pp. + CD Rom
- ------------. 2003. Le groupe du Senecio leucanthemifolius en Corse avec description d'une nouvelle espèce: S. serpentinicola Jeanm. Candollea 58: 429-459
- ------------, A. Schlüssel (ed.) 2003. Notes et contributions à la flore de Corse, XIX. Candollea 58: 273-287
- ------------, A. Schlüssel (ed.) 2002. Notes et contributions à la flore de Corse, XVIII. Candollea 56: 327-362
- ------------. 2002. Espèces disparues de Corse. Candollea 56: 350-362
- Gumowski, P., Davet, A, Clot, B., Maurer, A., Jeanmonod, D., Keimer, C. 2002. Case Report: facial and respiratory allergy induced by indigenous ragweed (Ambrosia artemisifolia) pollen. Swiss Medical Weekly 132, sup. 129
- Spichiger, R., V. Savolainen, M. Figeat, D. Jeanmonod. 2002. Botanique systématique des plantes à fleurs. 2.ª Ed. Ed. PPUR, Lausanne. 413 pp. + CD Rom
- ------------, I. Guyot, A. Aboucaya. 2001. Conservation de la biodiversité végétale en Corse. Bocconea 13 : 65-79
- ------------, Jacques Gamisans. 1987. Scrophulariaceae. Volumen 1 de Compléments au Prodrome de la flore corse. Ed. Conservatoire et Jardin botaniques de la Ville de Genève. 234 pp. ISBN 2827708094

## Honores
- Secretario General del "Corsican Flora Program"
- Editor de "Compléments au Prodrome de la Flore Corse"
- Miembro de OPTIMA International Board (Organización para la Investigación fitosanitarias y taxonómicas de la zona mediterránea)

### Epónimos
- (Amaryllidaceae) Narcissus jeanmonodii Fern.Casas[1]